# Oileides
Oileides là một chi bướm ngày thuộc họ Bướm nâu.